# 那蘭のどか
那蘭 のどか（なら のどか、2005年10月12日 - ）は日本の女性アイドル。女性アイドルグループ・iLiFE!のメンバー。ZOCの元メンバー。2024年9月、鎮目 のどか（しずめ のどか）から改名。imaginate所属。

## 経歴
2021年
- 5月13日、大森靖子が「共犯者」[注 1]を務めるアイドルグループ・ZOCの新メンバーオーディションに合格を果たし加入[3][4]。
- 9月9日、ソロ楽曲「Fake baby」を配信リリース[5]。
- 10月17日、ソロ楽曲「Fake baby」のミュージックビデオがYouTubeで公開。MVの監督、撮影、編集は巫まろが担当。撮影は神奈川・鎌倉、江ノ島エリアで行われた[6]。

2022年
- 10月1日 - 10月31日、佐藤ノアがプロデュースする香水ブランド「Shefar」の期間限定ブランドモデルに就任[7]。

2023年
- 8月25日、写真週刊誌『FRIDAY』2023年9月8日号にてグラビアデビュー。デジタル写真集2タイトルも同日発売[8]。

2024年
- 2月7日、漫画雑誌『週刊少年サンデー』2024年11号にて、初の雑誌表紙、巻頭グラビアで掲載[9]。
- 3月31日、ZOCを脱退し、所属事務所のTOKYO PINKから退所[10]。
- 5月23日、漫画雑誌『週刊ヤングジャンプ』2024年25号にて表紙、巻頭グラビアで掲載。その反響の大きさから、6月13日発売の2024年28号にて特別付録の巻頭小冊子として掲載された。
- 9月28日、｢那蘭のどか｣名義でiLiFE!へ加入することが発表された。担当カラーはピンク[1]。
- 10月11日、漫画雑誌「週刊ビッグコミックスピリッツ」2024年46号にて「那蘭のどか」名義としては初めて表紙、巻頭グラビアで掲載。

## エピソード
2021年1月1日から始まったZOC新メンバーオーディションで、応募総数3000通を超える中からたった一人選出された。大森靖子は鎮目を「他と比べられないような存在だった」と語っている。

幼稚園の年少の頃からピアノ、中学1年生の頃からトランペットを習い、小学校は音楽部で中学では吹奏楽部だった。
トランペットは団体、ソロでも県大会優勝・全国大会クラスという腕前。大森靖子がプロデュースするアイドルグループMAPAのアルバム『四天王』の「恋愛以上期待未満」ではトランペットで参加している。

## 出演

### テレビ番組
- 天才てれびくん（2023年4月10日・17日[14]、2024年1月15日[15]・22日[16]、NHK Eテレ）

### ラジオ番組
- ウメダFM Be Happy!789「UMEDA Midnight Pops」（2021年9月4日、ウメダFM）
- 峯岸みなみのカラフルオセロ（2021年10月20日、文化放送）[17]

### CM
- ドラゴンクエストX オンライン オールインワンパッケージ version 1-6（2022年[18]、2023年[19]、2024年、スクウェア・エニックス）

### ネット番組
- テレビ東京若手映像グランプリ2023「サブ出し戦線異状なし」（2023年2月3日、ネットもテレ東・YouTube・TVer）[20]

### イベント
- TIF2022トークステージ「渋谷LOFT9アイドル俱楽部 出張版」（2022年8月7日、湾岸スタジオINFO CENTRE）[21]
- 鎮目のどか生誕祭2022〜ついに華のセブンティーン♡〜（2022年10月12日、東京カルチャーカルチャー）- ゲスト：田代すみれ（OCHA NORMA）MC：巫まろ[22]
- TOKYO PINK presents 『のどヨル・せーにゃ・こしょ　かぞくになる会』（2022年12月13日、LOFT9 Shibuya）- 出演：大森靖子、鎮目のどか、古正寺恵巳[23]
- 【バズ草ガール初イベント】バレンタイン予定なくて草も生えない人集まれ（2023年2月14日、LOFT9 Shibuya）出演：バズ草ガール（西井万理那、鎮目のどか）ゲスト：振付師のやちありこさん[24]
- 鎮目のどか presents『のどかな秋の大感謝祭！』（2023年9月12日、LOFT9 Shibuya）[25]
- 鎮目のどか生誕祭2023『18歳ののどかにもメロメロン？』（2023年10月23日、吉祥寺 STAR PINE'S CAFE）[26]
- 鎮目のどか 少年サンデー表紙記念イベント（2024年2月9日、東京・HMV&BOOKS SHIBUYA）[9]

### モデル
- 香水ブランド「Shefar」（2022年10月）- 期間限定ブランドモデル[7]

### ミュージックビデオ
- ZOC（鎮目のどか）「Fake baby」Music Video[6]（2021年10月17日、YouTube）MVメイキング[27]
- 大森靖子
  - 「前説ADvance」Music Video（2022年9月1日、YouTube）[28]
  - 「×○×○×○ン」Music Video（2022年12月18日、YouTube）[29]

## 書籍

### 写真集
那蘭のどか 名義
- 忘れたくない（2025年2月6日、講談社、撮影：佐内正史）ISBN 978-4065388259[30][31]

### デジタル写真集
鎮目のどか 名義
- サマー・ミューズ vol.1･2（2023年8月25日、講談社［FRIDAYデジタル写真集］、撮影：Takeo Dec.）[32][33]
- 崇高な実像（2023年11月2日、集英社［YJ PHOTO BOOK］、撮影：Takeo Dec.）[34]
- ネバーランドを探して（2023年12月18日、集英社［週プレ PHOTO BOOK］、撮影：横山マサト）[35]
- 制服と美少女に夢を見る（2024年1月18日、集英社［YJ PHOTO BOOK］、撮影：Takeo Dec.）[36]
- 二人きり計画（2024年2月12日、小学館［スピ/サン グラビアフォトブック］、撮影：Takeo Dec.）[37]
- 透明な純真（2024年5月23日、集英社［YJ PHOTO BOOK］、撮影：Takeo Dec.）[38]

那蘭のどか 名義
- のどかなじかん。（2024年10月11日、小学館［スピ/サン グラビアフォトブック］、撮影：Takeo Dec.）[39]
- 君と見たブルー（2024年11月15日、小学館［スピ/サン グラビアフォトブック］、撮影：Takeo Dec.）[40]

### 雑誌
鎮目のどか 名義
- IDOL AND READ 028（2021年8月25日、シンコーミュージック・エンタテイメント）[41] - インタビュー
- FRIDAY（2023年8月25日[42]、11月9日[43]、講談社）- グラビアモデル
- 週刊ヤングジャンプ（2023年11月2日[44]、2024年1月18日[45]、5月23日、6月13日、集英社） - 表紙、グラビアモデル
- 週刊プレイボーイ（2023年12月18日、集英社）[46] - グラビアモデル、インタビュー
- 週刊少年サンデー（2024年2月7日、小学館）[9] - 表紙、グラビアモデル